# Amiota basdeni
Amiota basdeni is een vliegensoort uit de familie van de fruitvliegen (Drosophilidae). De wetenschappelijke naam van de soort is voor het eerst geldig gepubliceerd in 1965 door d'Assis-Fonseca.